# Кучинскис, Марис
Марис Кучинскис (латыш. Māris Kučinskis; род. 28 ноября 1961, Лимбажский район, ныне Лимбажский край) — латвийский политический и государственный деятель. В прошлом — министр внутренних дел Латвии (2022—2023), премьер-министр Латвии с 11 февраля 2016 по 23 января 2019 года.

## Биография
Окончил основную школу в поселке Кирбижи Лимбажского района, затем среднюю школу № 4 г. Валмиеры (1977—1980). После окончания школы поработал экономистом финансового отдела Валмиерского совета народных депутатов и в 1981 году был призван в Советскую армию. После окончания службы в 1983 году поступил на факультет управления и экономической информации Латвийского государственного университета, который и окончил в 1988 году. Параллельно с учебой с 1984 года начал работать на Валмиерском заводе противопожарного оборудования главным бухгалтером.
В 1987 году получил приглашение на работу в местное самоуправление Валмиеры, главным экономистом районного отдела жилищно-коммунального хозяйства. В 1991 году Марис Кучинскис стал соучредителем фирмы «SIA Apgāds», которая занималась преимущественно торговлей строительными материалами. В этой фирме по 1994 год он работал заместителем директора, в 1997—1998 годах — директором.
Во время перерыва в политической деятельности, с ноября 2011 года, Марис Кучинскис был советником, заместителем исполнительного директора Ассоциации больших городов Латвии (Latvijas Lielo Pilsētu asociācijā, LLPA) — организации, объединяющей девять городов республиканского подчинения. С сентября 2013 по февраль 2016 года возглавлял ее.

## Политическая карьера
Политическая карьера Мариса Кучинскиса началась в 1994 году с избрания в городскую думу Валмиеры, председателем которой он стал в 1996 году. В 1998 году он был избран депутатом и председателем этой же думы вторично. До 2003 года работал на этой должности, в 1998—2000 годах совмещая её с должностью председателя Совета Валмиерского района. В 1997 году вступил в Народную партию и неудачно баллотировался в Сейм 7 и 8 созыва по её списку. Однако в 2003 году получил мандат отошедшего от политической жизни Андриса Шкеле. В 2004—2006 годах в правительстве Айгара Калвитиса возглавлял министерство по делам регионального развития и местного самоуправления.
В октябре 2006 года М. Кучинскис был избран в 9 Сейм и с 2009 года занимал должность председателя фракции Народной партии, уступив её затем Винете Муйжниеце. После возвращения Андриса Шкеле в политику Марис Кучинскис работал в правлении партии, а когда в 2010 году В. Муйжниеце была избрана судьёй Конституционного суда, вернулся к руководству фракцией Сейма.
В октябре 2010 года был избран в 10 Сейм от объединения «За лучшую Латвию» («Par Labu Latviju»).
На внеочередных выборах в Сейм 11 созыва в 2011 году баллотировался от Союза зелёных и крестьян (Народная партия прекратила своё существование, но кандидатуру Кучинскиса, не являвшегося членом СЗК, поддержала входившая в этот альянс Лиепайская партия), однако мандата не получил. В мае 2014 года депутатом Европарламента была избрана Ивета Григуле, таким образом уступив место в 11 Сейме М. Кучинскису. В октябре был избран в Сейм 12 созыва по партийному списку Союза зелёных и крестьян. Возглавил Комиссию по долгосрочному развитию Латвии.
После отставки в декабре 2015 года кабинета Лаймдоты Страуюмы, 13 января 2016 года Президент Латвии Раймонд Вейонис поручил Марису Кучинскису сформировать новый кабинет министров. Основой для такого выбора послужила программа, разработанная под его руководством в комиссии Сейма по долгосрочному развитию: для этого были привлечены умные головы из разных отраслей, чтобы совместно продумать и предложить приоритеты для экономики, способные вывести страну на новый этап в индустрии, сервисе и, в конце концов, социальной жизни.
11 февраля 2016 года Кучинскис был утверждён Сеймом в должности премьер-министра; в тот же день Марис Кучинскис представил свой кабинет министров.

## Приоритеты премьера
Презентуя в Сейме бюджет 2017 года, Кучинскис назвал социальные проблемы «тремя сестрами, которых все считают важными, но держат за сирот — образование, медицину и демографию». Он наметил амбициозную цель — в ближайшие 7 лет довести финансирование здравоохранения до 1000 евро на одного жителя, отметив, что для этого нужны серьезные переговоры с Всемирным банком и партнёрами в ЕС.
Он также подчеркнул необходимость довести минимальную зарплату школьных учителей до 680 евро в месяц и развивать профессиональное образование, поскольку в результате экономической эмиграции за 10 лет Латвия потеряла 20 % рабочей силы с профессионально-техническими навыками. Для уменьшения дефицита рабочей силы в бюджете 2017 года предусмотрены средства на подготовку 8’800 специалистов с профессиональным образованием.
В демографической политике было предусмотрено дополнительное финансирование для семей с 4 и более детьми, пособий по утрате кормильца, льгот для проезда в общественном транспорте детям из многодетных семей.
О позитивных изменениях в экономике Латвии говорит рост удельного веса высокотехнологичных товаров и услуг (high-tech): с 2012 года он возрос в полтора раза и составляет 9,8 % в общем объеме.

## Награды
- Медаль Балтийской ассамблеи (2011)[10].